# Grafia, dělnická knihtiskárna a nakladatelství
Grafia, dělnická tiskárna a nakladatelství, je zrušená tiskárna a nakladatelství v Praze v Myslíkově ulici. Dům je památkově chráněn.

## Historie

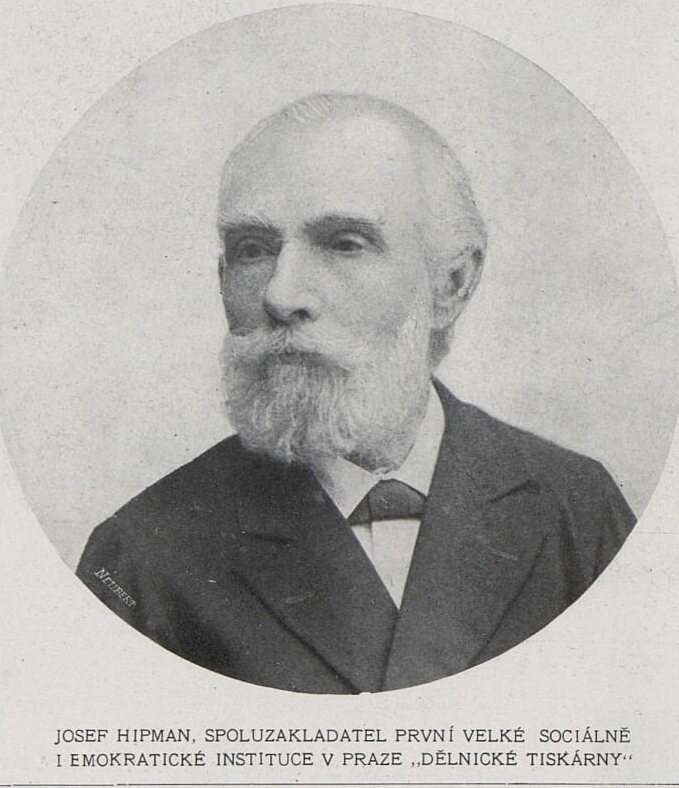
Josef Hippmann (1827-1903)

Do novorenesančního čtyřpatrového nájemního dvojdomu (stavitel František Buldra, 1879) se roku 1901 nastěhoval sekretariát Sociálně demokratické strany spolu s redakcí Práva lidu, která pro své potřeby zřídila ve dvorním traktu tiskárnu.
Právo lidu přestalo roku 1911 vycházet a tiskárna zvolila obchodní název Grafia. Přímým předchůdcem Grafie byla Dělnická tiskárna, založená roku 1896 Josefem Hippmannem. (Vnučka Josefa Hippmanna uvedla v roce 1932, že tiskárna byla založeno roku 1895 a že její název byl První dělnická tiskárna.) V letech 1921-1922 provozní budovy přestavěl architekt Solař a následně Čeněk Nečásek. Po první světové válce tiskla Grafia kvalitní publikace nakladatelství Družstevní práce. Po roce 1945 byla začleněna do Středočeských tiskáren a tiskla až do roku 1994.
Zánik
Roku 1994 tiskárna ukončila provoz a většinu svého zařízení vystěhovala. Při přestavbě uliční budovy na hotel byly všechny dvorní objekty (severní třípodlažní, tiskárenské křídlo, střední dvorní křídlo) demolovány a nahrazeny novostavbami.